# Kozakowo (rejon miński)
Kozakowo a. Kozielcowo (biał. Казекава, ros. Казеково) – wieś na Białorusi, w obwodzie mińskim, w rejonie mińskim, w sielsowiecie Józefowo.